# Elias Viljanen
Elias "E.Vil" Einari Johannes Viljanen (Tampere, 8 de julho de 1975) é um guitarrista finlandês, mais conhecido como guitarrista da banda de power metal Sonata Arctica. Ele começou a tocar por volta dos oito anos de idade e foi aprendendo sozinho, a partir dos treze anos fez parte de algumas bandas.
Em 2007, Elias tornou-se o novo guitarrista da banda de power metal Sonata Arctica, após a saída de Jani Liimatainen.
Atualmente reside em Pirkkala.

## Discografia

### com Sonata Arctica
- The Days of Grays (2009)[2]
- Stones Grow Her Name  (2012)
- Pariah's Child (2014)
- The Ninth Hour (2016)
- Talviyö (2019)

### com Twilight Lamp
- Grandiose (1999)[3]

### Solo
- Taking the Lead (2002)
- The Leadstar (2005)
- Fire-Hearted (2009)

### Participações
- Celesty - Vendetta (2009) - solo de guitarra em "New Sin"